# Podocytisus
Podocytisus es un género monotípico de plantas con flores de la familia Fabaceae. Su única especie: Podocytisus caramanicus, es originaria del este de Europa en Albania, Grecia y Turquía.

## Sinonimia
- Cytisus caramanicus (Boiss. & Heldr.) Nyman
- Laburnum caramanicum (Boiss. & Heldr.) Benth. & Hook.